# Dirka po Franciji 1911
Dirka po Franciji 1911 je bila 9. dirka po Franciji, ki je potekala od 2. do 30. julija 1911. Sestavljena iz petnajstih nekoliko spremenjenih etap od predhodnih dirk je merila v dolžino 5.344 km, povprečna hitrost zmagovalca pa je bila 27,322 km/h. Dirko je zaznamovalo veliko odstopov, za najdaljšo 470 km dolgo etapo so najboljši kolesarji potrebovali skoraj 18 ur. Izmed 84 kolesarjev je dirko končalo 28.
Favoriti pred začetkom dirke so odstopili že v zgodnejših etapah. Zmagovalec dirke 1907 in 1908 Lucien Petit-Breton je omagal že v prvi etapi, zmagovalec predhodnega Toura Octave Lapize je odstopil v četrti etapi, zmagovalec Toura 1909 François Faber pa je dirko moral končati v dvanajsti etapi.
Novinec Paul Duboc je zmagal v štirih etapah in bil zelo blizu skupni zmagi, vendar se je moral tudi zaradi zastrupitve v Pirenejih zadovoljiti z drugim mestom. Skupni zmagovalec je tako postal Francoz Gustave Garrigou, ki je vodil vse od četrte etape naprej in dosegel dve etapni zmagi.
Ekipno zmago je doseglo kolesarsko moštvo Alcyon.

## Pregled
| Kategorije                          | Podatki     |
| ----------------------------------- | ----------- |
| Začetek-konec                       | Pariz-Pariz |
| Dolžina (km)                        | 5.344       |
| Število etap                        | 15          |
| Povprečna hitrost zmagovalca (km/h) | 27,322      |
| Kolesarjev                          | 84          |
| Tekmo končalo                       | 28          |

| Etapa | Datum     | Start in cilj         | Dolžina | Etapni zmagovalec  | Vodeči           |
| ----- | --------- | --------------------- | ------- | ------------------ | ---------------- |
| 1     | 2. julij  | Pariz - Dunkerque     | 351 km  | Gustave Garrigou   | Gustave Garrigou |
| 2     | 4. julij  | Dunkerque - Longwy    | 388 km  | Jules Masselis     | Jules Masselis   |
| 3     | 6. julij  | Longwy - Belfort      | 331 km  | François Faber     | François Faber   |
| 4     | 8. julij  | Belfort - Chamonix    | 344 km  | Charles Crupelandt | Gustave Garrigou |
| 5     | 10. julij | Chamonix - Grenoble   | 366 km  | Émile Georget      | Gustave Garrigou |
| 6     | 12. julij | Grenoble - Nica       | 348 km  | François Faber     | Gustave Garrigou |
| 7     | 14. julij | Nica - Marseille      | 334 km  | Charles Crupelandt | Gustave Garrigou |
| 8     | 16. julij | Marseille - Perpignan | 335 km  | Paul Duboc         | Gustave Garrigou |
| 9     | 18. julij | Perpignan - Luchon    | 289 km  | Paul Duboc         | Gustave Garrigou |
| 10    | 20. julij | Luchon - Bayonne      | 326 km  | Maurice Brocco     | Gustave Garrigou |
| 11    | 22. julij | Bayonne - La Rochelle | 379 km  | Paul Duboc         | Gustave Garrigou |
| 12    | 24. julij | La Rochelle - Brest   | 470 km  | Marcel Godivier    | Gustave Garrigou |
| 13    | 26. julij | Brest - Cherbourg     | 405 km  | Gustave Garrigou   | Gustave Garrigou |
| 14    | 28. julij | Cherbourg - Le Havre  | 361 km  | Paul Duboc         | Gustave Garrigou |
| 15    | 30. julij | Le Havre - Pariz      | 317 km  | Marcel Godivier    | Gustave Garrigou |